# Austinornis lentus
Austinornis lentus — вимерлий птах з базальної групи Galloanserae. Птах мешкав у кінці крейдяного періоду (85 млн років тому). Скам'янілі рештки виду знайдені у штаті Техас у США. Вид описаний по елементу кінцівок (ліва кістка tarsometatarsus).